# 宮浦港 (今治市)

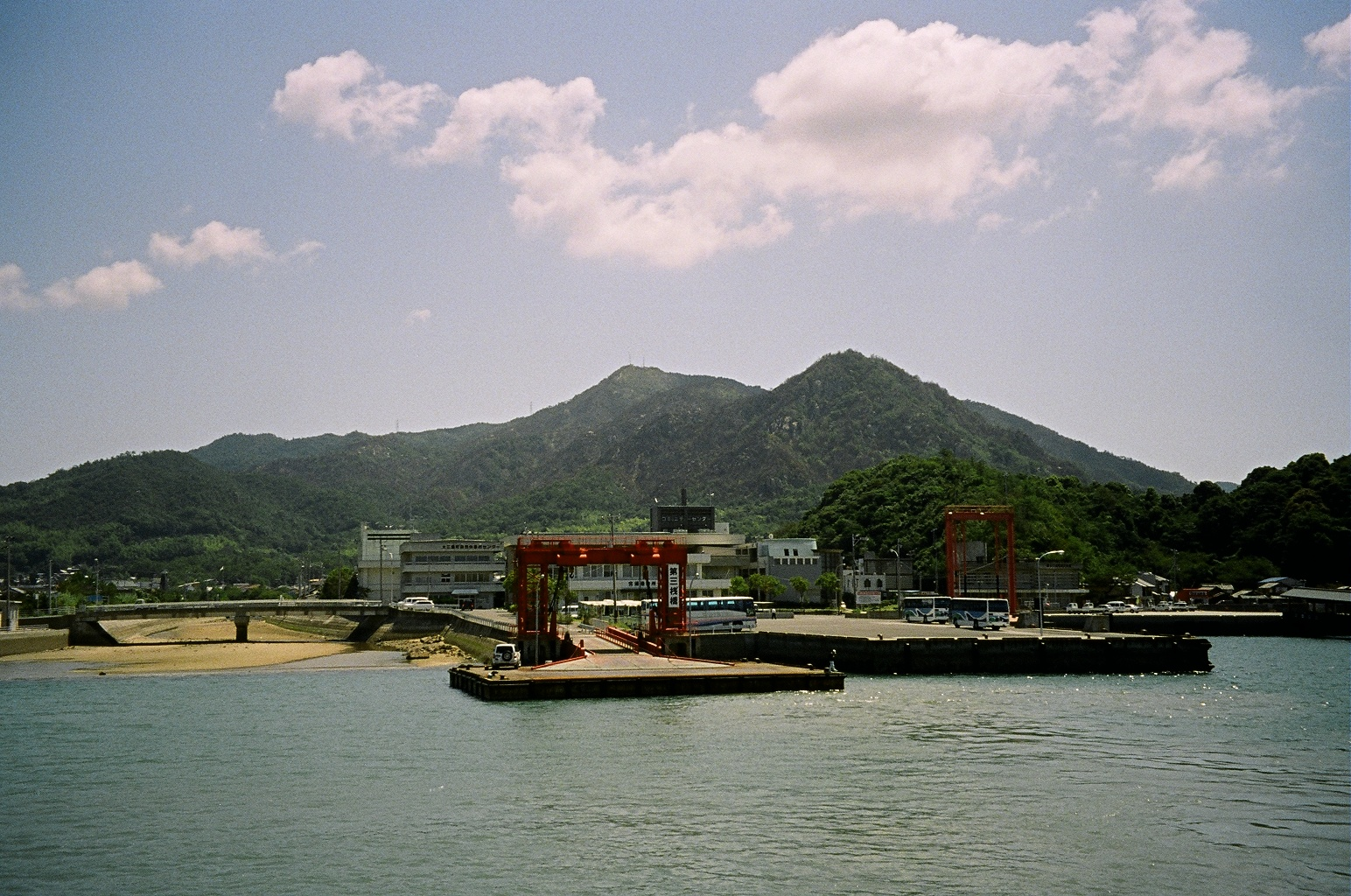
宮浦港フェリー桟橋

宮浦港（みやうらこう）は、愛媛県今治市の大三島の西岸にある港湾。港湾の管理は愛媛県から今治市が受託している。地方港湾。

## 概要
大山祗神社の門前町ともいえる宮浦に位置し、参道の商店街がそのまま港につながるなど、神社とともに発展してきた。かつては参拝客でにぎわい、また、松山港－尾道港間の水中翼船や、波方港－竹原港間のカーフェリーが寄航していた時期もあった。しかしながら、本四架橋・西瀬戸自動車道の整備等により参拝客の交通手段が船からマイカー・バスに移り変わっていくに連れて、港の重要性は低下し、参拝客の流れもほとんどは自動車へ転換している。このため、定期航路は今治港と結ぶ航路のみで、クルーズ船等の寄港を期待して「いまばり・みやうら海の駅」として整備され旅客船発着と併用されていたが今治市の航路再編計画に伴い、2012年9月30日をもって定期航路は全便廃止、「いまばり・みやうら海の駅」としての運用のみとなり。旅客船発着場としての役割を終えた。

## 航路
過去に運航または寄港していた航路
- 大三島ブルーライン
  - 今治港 - 宗方港（大三島）- 木江港（大崎上島）- 宮浦港
- 中・四国フェリー
  - 波方･竹原行き
- 石崎汽船
  - 松山･尾道行き

## 近傍施設
- 待合所
- 今治市役所大三島支所（市町村合併前の大三島町庁舎）

## 旅客各港へのアクセス
バスの停留所があり、島内を周る路線や今治駅へ行くバス路線が発着している。待合所の隣には瀬戸内海交通の本社がある。また瀬戸内運輸の特急バスも発着する。
- 瀬戸内海交通
  - 宮浦港 - 宗方
  - 宮浦港 - 肥海（ひがい）
  - （急行）宮浦港 - 今治桟橋 - 今治駅前
- 瀬戸内運輸
  - （特急）宮浦港 - 今治桟橋 - 今治駅前 - 松山市駅
    - 瀬戸内海交通の急行便とは、停車するバス停が異なるなど一部違いがある。